# حذافة
الحَذَّافَة الحدَّافة أو دُولَاب المُوَازَنَة أو عجلة الاتزان هي أداة ميكانيكية لها عزم قصور ذاتي معين تستخدم مُخزِّن للطاقة الدورانية، حيث تقاوم الحذافة التغيرات الناشئة في السرعة الدورانية، والتي تساعد على استقرار عمود الدوران عند التذبذب نتيجة عزم الدوران الناشئ عليها بسبب القوة المتولدة من المحرك، تستخدم أيضا الحذافة مصدرًا للطاقة النبضية في التجارب، يستطيع محرك صغير أن يزيد من تسارع الحذافة بين النبضات الحادثة، وتستخدم الحذافة بالطبع مخزنًا للطاقة في السيارات.

## الفيزياء

حدافة ذات اسلاك متصلة بالمركز

تخزن الطاقة في الحذافة على صورة طاقة حركة أو بالتحديد طاقةً حركة دورانية:
{\displaystyle E_{k}={\frac {1}{2}}\cdot I\cdot \omega ^{2}}
حيث:{\displaystyle \omega } هي السرعة الزاوية،:{\displaystyle I} هي عزم القصور الذاتى للكتلة حول محور الدوران.
- عزم القصور الذاتى للاسطوانة الصماء هو {\displaystyle I_{z}={\frac {1}{2}}mr^{2}},
- وللاسطوانة ذات الجدران الرفيعة هو {\displaystyle I=mr^{2}\,},
- وللاسطوانة ذات الجدران السميكة هو {\displaystyle I={\frac {1}{2}}m({r_{1}}^{2}+{r_{2}}^{2})}.

حيث:
m الكتلة،: r نصف القطر.
و للوحدات المستخدمة في هذه الحسابات حسب النظام الدولي للوحدات إس آي :
الكتلة كيلو غرام
نصف القطر المتر
السرعة الزاوية درجة لكل ثانية
والناتج الجول
تعتمد كمية الطاقة المخزنة على النقطة التي سوف تجري الحركة ناحيتها حيث يراعى في الصميم الإجهاد الناتج على العرض إجهاد اسطوانة
{\displaystyle \sigma _{t}=\rho r^{2}\omega ^{2}\ }
حيث:{\displaystyle \sigma _{t}} اجهاد الشد على طارة الأسطوانة:{\displaystyle \rho } كثافة المادة المصنوع منها الأسطوانة:{\displaystyle r} نصف قطر الأسطوانة:{\displaystyle \omega } السرعة الزاوية للاسطوانة

## الحذافة في محرك الاحتراق الداخلي
وهي عجلة مثبتة على عمود الدوران وتكون وظيفتها الرئيسة الحفاظ على معدل السرعة الزاوية لعمود الدوران

## الحذافة لتخزينالطاقة
تتميز الحذافة بسرعة عطائها واستقبالها لطاقة الحركة، ويستخدم نظام الحذافة هذا في سيارة بورشى 911 هيبريد (أي الهجينة) وتحتوي تلك السيارة على محرك احتراق داخلي خلفي، ومحركين كهربائيين أماميين يشغلان العجلتين الأماميتين. وعند كبح السيارة تستغل طاقة الكبح في تشغيل محرك كهربائي متصل بالحذافة يعمل على إدارتها بسرعة، وبذلك تخزن طاقة الكبح فيها حيث تدير الحذافة بسرعة تبلغ 40.000 دورة في الدقيقة. فإذا حدث احتياج للطاقة عمل المحرك الكهربائي مولدًا للكهرباء وتنخفض سرعة دوران الحذافة. وتتميز الحذافة عن البطارية في عدد مرات إعادة الشحن والتفريغ، وهي بذلك أطول منها عمرا. وفي العادة تعطي الحذافة تلك الطاقة العالية لمدة ثوان قليلة، لأن كثافة الطاقة فيها منخفضة بينما تزيد تكلفتها عن كلفة البطارية. وقد استخدمت أمثلة من مخزن الطاقة هذا (نظام إعادة استخدام طاقة الحركة المخزونة) في سيارات سباق فورملا 1 في عام 2009.

## وصلات خارجية
- Flywheel highlight: Hypervideo showing construction and operation of four cylinder internal combustion engine (courtesy of Ford Motor Company)
- Interesting Thing of the Day article on the Flywheel: Written by Joe Kissell.